# Liste der Bodendenkmale in Schwarzenberg/Erzgeb.
In der Liste der Bodendenkmale in Schwarzenberg/Erzgeb. sind die Bodendenkmale der Stadt Schwarzenberg/Erzgeb. und ihrer Ortsteile nach dem Stand der Auflistung von Volkmar Geupel aus dem Jahr 1983 aufgelistet. Eventuelle Änderungen und Ergänzungen, insbesondere aus der Zeit nach der Wende, sind nicht berücksichtigt, da für Sachsen aktuell keine neueren allgemein zugänglichen Bodendenkmallisten vorliegen. Die Baudenkmale sind in der Liste der Kulturdenkmale in Schwarzenberg/Erzgeb. aufgeführt.
| Denkmal-ID | Fundart            | Ortsteil      | Bezeichnung                         | Zeitstellung    | Lage                                                                                 | Bemerkungen | Bild |
| ---------- | ------------------ | ------------- | ----------------------------------- | --------------- | ------------------------------------------------------------------------------------ | --- | ---- |
| ?          | besonderer Stein   | Grünstädtel   | Steinkreuz                          | Spätmittelalter | nordwestlich im Ort, Gabelung der Schwarzenberger Straße und der Clara-Zetkin-Straße | Schwerteinzeichnung, Schutz seit 19. 11. 1964 |      |
| ?          | Befestigung > Burg | Schwarzenberg | Wehranlage „Schloss“, „Schlossberg“ | Mittelalter     | östlich des Orts auf einem Bergsporn in einer Schleife des Schwarzwassers            | Höhenburg in Spornlage, durch Schloss überbaut und verändert, alte Bausubstanz im südlichen Rundturm und im östlichen Palas integriert, Rest eines Abschnittsgrabens im Südwesten, Schutz seit 30. April 1969 |      |